# Christian Goldbach

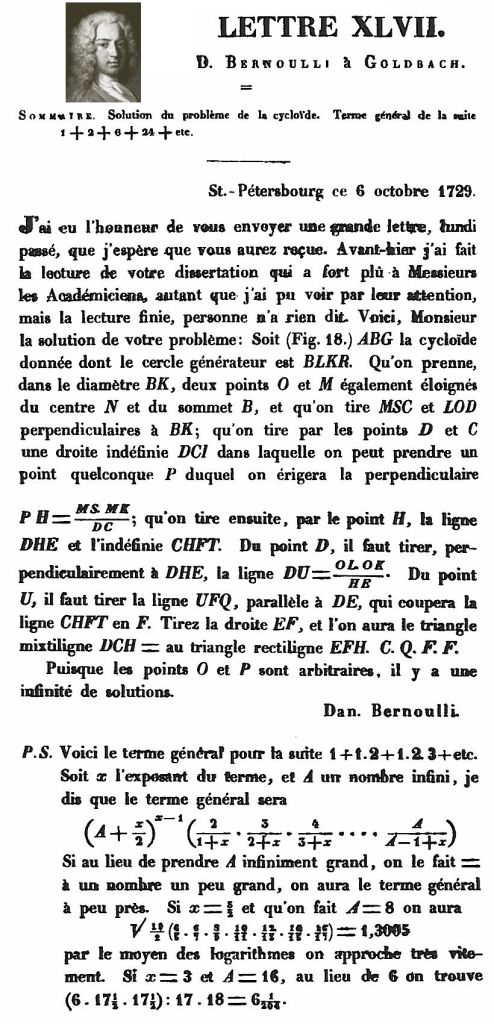
Lá thư của Daniel Bernoulli gửi cho Goldbach ngày 06 tháng 10 năm 1729

Christian Goldbach sinh ngày 18 tháng 3 tại Koenigsberg, Phổ năm 1690 ông là nhà toán học. Cha ông là một Bộ trưởng Giáo hội Tin lành tại Koenigsberg. Ông lớn lên là một giáo viên, gia sư cá nhân cho một hoàng tử. Khi ông đi đến Moskva làm gia sư, ông đã gặp nhiều nhà toán học nổi tiếng. Một người trong số đó là Gottfried Leibniz. Cùng với chính phủ, Christian cũng tham gia với Học viện Saint Petersburg.
Goldbach là nổi tiếng nhất cho giả thuyết của ông nói rằng mỗi số tự nhiên chẵn lớn hơn 2 có thể biểu diễn bằng tổng của hai số nguyên tố. Điều này đã được thảo luận trong một sự tương ứng, ông đã có với Leonhard Euler. Goldbach cũng công bố một số giấy tờ về đối tượng toán học khác nhau, nhưng chủ yếu là chuỗi dài vô tận.
Christian Goldbach qua đời vào ngày 20 tháng 11 năm 1764 khi ông 74 tuổi.

## Bài toán Goldbach
Nửa đầu thế kỉ XVIII, năm 1742 trong thư gửi Euler, Goldbach viết: Mọi số chẵn bất kì lớn hơn hoặc bằng 4 đều viết được dưới dạng tổng của hai số nguyên tố. Sau này mệnh đề đó được gọi là bài toán Goldbach.
Cho đến nay bài toán Goldbach vẫn không giải được. Dù vậy, một giả thuyết khác, giả thuyết yếu của Goldbach liên quan đến tổng của 3 số nguyên tố, đã được chứng minh vào năm 2013 bởi nhà toán học Harald Helfgott. 